# Bruno Zelik
Bruno Zelik, riportato anche come Zelich (Trieste, 30 ottobre 1903 – Haifa, 10 agosto 1942), è stato un attore e militare italiano famoso come protagonista del film Alfa Tau!.

## Attività cinematografica

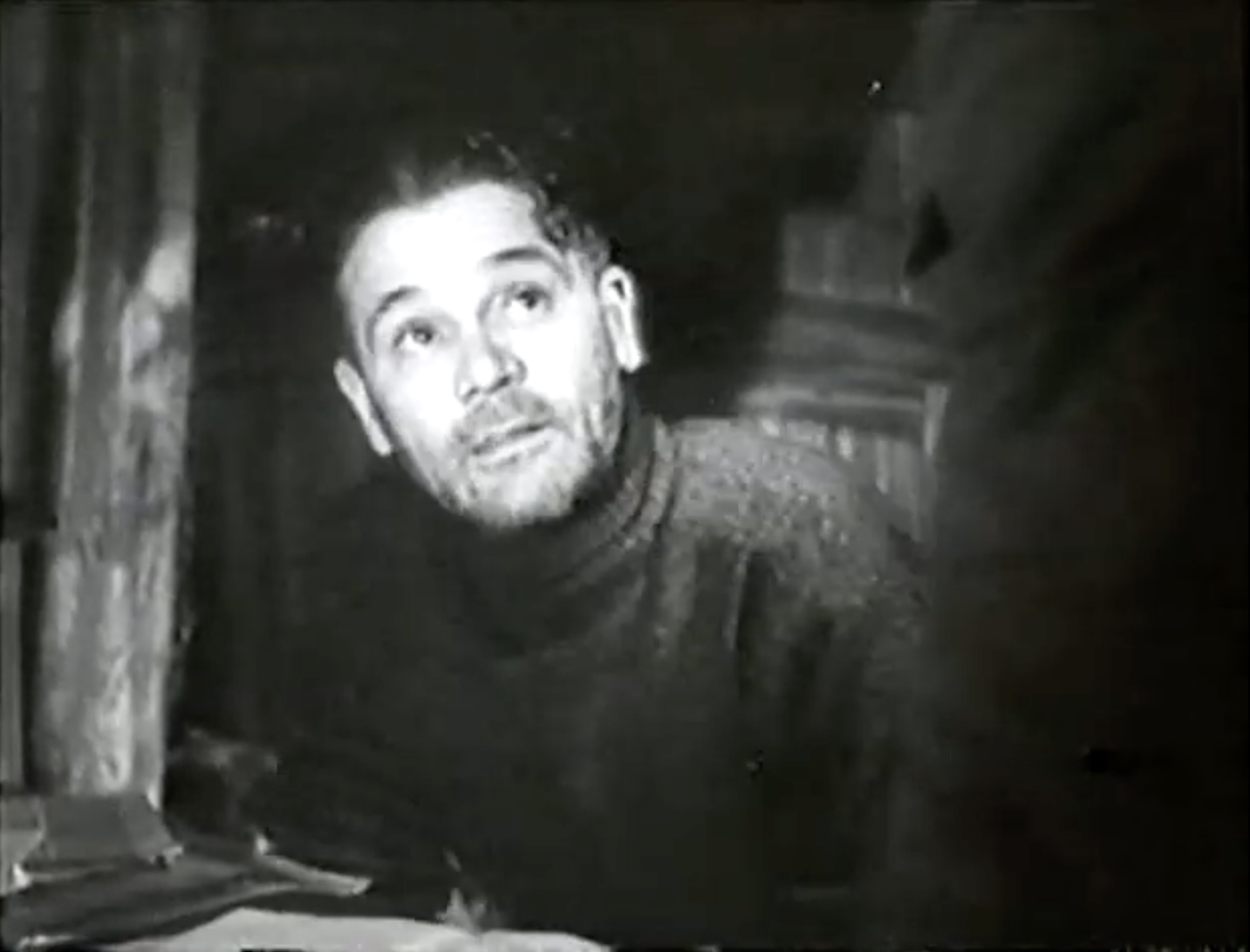
Il capitano Bruno Zelik in una sequenza del film Alfa Tau!

Il capitano di corvetta Bruno Zelik fu protagonista del film di guerra Alfa Tau! di Francesco De Robertis del 1942 dove nella finzione cinematografica si trova al comando del sommergibile Enrico Toti nel marzo di quell'anno a Pola a bordo del Ciro Menotti. La pellicola venne distribuita nel 1942 e ottenne un premio al festival del cinema di Venezia.

## Biografia
Nacque a Trieste nel 1903, figlio di Francesco e di Maria Bartole, Zelik si arruolò giovanissimo nella Regia Marina partecipando ai corsi di ufficiale di complemento di Stato maggiore e poi passando in servizio permanente il 30 aprile 1927 col grado di sottotenente di vascello. Promosso tenente di vascello il 15 agosto 1931, nel 1932-33 imbarcò sul veliero Patria, al comando del tenente di vascello Anselmo Lazzarini, nave scuola della Marina Mercantile adibita per l'istruzione dei diplomati nautici, svolgendo alcune crociere in Oceano Atlantico. In seguito in Regia Accademia Navale di Livorno nel 1934 eseguì il corso EC (brevetto d'idoneità al servizio elettrico e radiotelegrafico). Il 1º marzo 1936 Zelik fu ufficiale in 2ª della nuova torpediniera Sirio, passando quindi dal 18 ottobre seguente sull'incrociatore pesante Pola quale ufficiale E.
Di servizio presso l'arsenale di La Spezia nel 1939-40 e passato definitivamente all'arma subacquea, all'inizio della seconda guerra mondiale il tenente di vascello Bruno Zelik si trovava al comando del sommergibile Reginaldo Giuliani (sin dal 25 aprile 1940) con cui effettuò la prima missione di guerra nel Mediterraneo. Quando si decise di trasferire il Reginaldo Giuliani nell'oceano Atlantico alla base di BETASOM, Zelik fu sostituito dal capitano di corvetta Renato d'Elia il 12 agosto e inviato quale istruttore presso la scuola sommergibilisti di Pola al comando del sommergibile Vettor Pisani adibito a tale scopo. Durante questo comando (durato dal 23 ottobre 1940 al 4 novembre 1941) Bruno Zelik fu promosso capitano di corvetta in ottobre 1940.
Assunse quindi, sempre a Pola alle dipendenze della scuola, il comando del sommergibile Francesco Rismondo, unità incorporata dalla marina iugoslava, dal 4 novembre 1941 al 28 gennaio 1942 (data in cui il battello fu ceduto al comando del capitano di corvetta Aldobrando De Paulis Fedele, che fu trasferito a La Spezia).
Il 9 febbraio 1942 a Pola il comandante Emilio Berengan passò le consegne al capitano di corvetta Bruno Zelik del comando del sommergibile Topazio, che tenne sino al 28 seguente. Zelik condusse il Topazio in una lunga missione al largo delle coste libiche ed egiziane e al ritorno in Italia il sommergibile fu sottoposto a manutenzione.
Al comando del sommergibile Onice, (già dal 29 gennaio sino al 23 maggio, contemporaneamente al Topazio) fu impiegato in missioni esplorative nel Canale di Sicilia e il 16 marzo 1942 Zelik fu attaccato da un sommergibile nemico ma la sua pronta reazione portò l'avversario a ritirarsi, mentre il 23 marzo individuato un convoglio nemico tentò di silurare una nave infruttuosamente. Probabilmente si trattava della squadra navale inglese reduce della seconda battaglia della Sirte che si stava dirigendo a Malta
Il 28 maggio 1942 ebbe il comando dello Scirè nella sua ultima missione, affondato in prossimità di Haifa, il seguente 10 agosto durante una fallimentare missione. Zelik e tutto l'equipaggio rimasero uccisi.